# Meetings with Remarkable Men
Meetings with Remarkable Men (bra Encontros com Homens Notáveis) é um filme britânico de 1979, dirigido por Peter Brook, com roteiro baseado na autobiografia Encontros com Homens Notáveis, de George Ivanovich Gurdjieff.

## Elenco
- Dragan Maksimović como G. I. Gurdjieff
- Terence Stamp como Lubovedsky
- Mikica Dimitrijevic como Gurdjieff (jovem)
- Warren Mitchell como Pai de Gurdjieff
- Athol Fugard como Professor Skridlov
- David Markham como Dean Borsh
- Natasha Parry como Vitvitskaia
- Colin Blakely como Tamil
- Grégoire Aslan como Sacerdote armênio
- Tom Fleming como Padre Giovanni
- Andrew Keir como Chefe do Mosteiro Sarmoung
- Donald Sumpter como Pogossiano
- Gerry Sundquist como Karpenko
- Martin Benson como Dr. Ivanov
- Bruce Purchase como Padre Maxim
- Roger Lloyd-Pack como Pavlov